# ツリーハウス

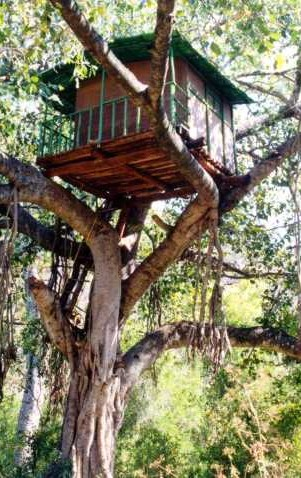
一般的なツリーハウスのスタイル

ツリーハウス（英: treehouse）は、生きた樹木を建築上の基礎として活用する人用の家屋である。
地上の住居痕跡が4万年以前からは見つかっていないことから、それ以前の原人達は樹上に巣を作っていたという仮説がある。

## ツリーハウスの特徴

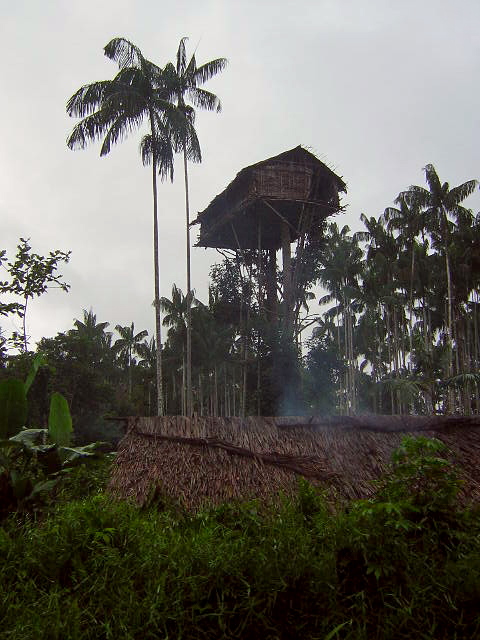
パプアニューギニアの熱帯雨林に見られる元祖ツリーハウス

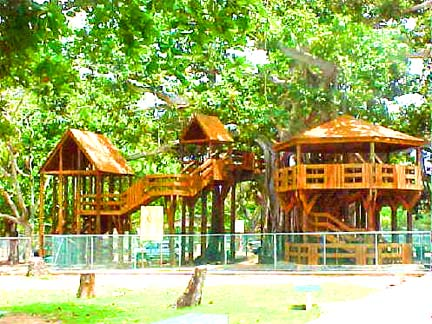
何本もの樹木を支柱にして橋渡しをして作られた展望台タイプ

### 用途
本来は、恒久的な住居あるいは倉庫として建築されていたものである。インドネシアや中南米などの熱帯雨林地帯において、現地人の住居として建てられることが多い。パプア島のコロワイ族はツリーハウスを建てて樹上で生活をする代表的な民族だが、彼らがツリーハウスを作って樹上生活をする理由は、敵対関係にある他の民族から身を守るためである。
現代においては、レクリエーションや観光を目的として建てられるようになり、コロワイ族のように必要にかられて建てるということは少なくなっている。個人が別荘やアトリエとして建てたり、子どもの遊び場として建てる場合もある。大人から子どもまで、隠れ家の感覚で楽しめるところがツリーハウスの魅力である。建築技術の向上により、今では家具などをしつらえて生活できるほどしっかりとしたものを建てることができる。
ニュージーランド・カナダ・アメリカ合衆国・ヨーロッパ諸国などでもツリーハウスの建築は盛んで、アメリカ合衆国にはツリーハウスの企画・施工・コンサルティングを専門に行うツリーハウス・ワークショップ社という会社が存在し、世界各地から依頼を受けてツリーハウスの施工を行っている。日本でもジャパン・ツリーハウス・ネットワーク（小林崇主宰）という団体が存在し、ツリーハウスの制作やセミナーの開催などを通じて普及が図られている。

### 構造上の特質
ツリーハウスは、1本の木を支柱にして作られることが多いが、複数の木々を支柱として利用することもある。安定性を確保するのであれば、複数の樹木を支柱として建てることが望ましい（このような支柱として活用する樹木をホストツリーという）。
ツリーハウスは、土地の上に直に建てる「建築物」とは異なり、構造上安定性に不安があり、暴風にさらされると吹き飛ばされる懸念があった。これは、1990年代に機械工学の専門家であるチャールズ・グリーンウッドによるガルニエ・リム（通称GL）という支柱（樹木）と構造物とを支える特殊ボルトの発明で、安定性の向上が図られ、小屋のような小規模なものから複数の部屋を持つ比較的大きな住居の建築も可能となった。
生きた樹木を支柱として活用するので、建てる前の木の選定と建てた後のメンテナンスも重要である。根の広がり具合や根腐れの有無など、木の健康状態をチェックするのもさることながら、幹や樹冠の状態も観察する必要がある。これらのチェックやメンテナンスは、素人目には分かりにくいところもあるので樹木医（アーボリスト）に依頼するのが無難である。

### ツリーハウスに適した樹木

#### 広葉樹
| 樹木の名称     | 科 目      | 特 徴 |
| -------------- | ---------- | --- |
| リンゴ         | バラ科     | 小ぶりで頑丈。成長してもそれほど大きくならないので、わりと小さなツリーハウス向き。 |
| アッシュ       | モクセイ科 | 見た目は美しいが、ストレスに弱いので取り扱いに注意を要する。 |
| ヒッコリー     | クルミ科   | 硬くて頑丈なのでツリーハウスのホストツリーに適しているが、ボルトを打ち込みづらいという欠点がある。                                                                                       |
| マドロナ       | ツツジ科   | とても硬い木ではあるが、樹幹が多く枝分かれするタイプ。木へのストレスを軽減するために、複数の樹幹にワイヤケーブルなどを通して荷重の分散を図るとよい。病気にかかりやすいという欠点がある。 |
| マンゴー       | ウルシ科   | 低い箇所で枝分かれをするので、低い位置にツリーハウスを建てることが多い。ストレスに強く頑丈。                                                                                             |
| メイプル（楓） | カエデ科   | メイプルの中でもシュガーメイプルがツリーハウスに向いている。成長が早く頑丈だが、枝が多い茂っている場合は、ある程度剪定をしてから建てた方がよい。                                         |
| モンキーポッド | マメ科     | 最も理想的なホストツリーで、比較的大きなツリーハウスを1本で支えることができるほどの耐久性がある。ハワイや南米大陸によく見られる。                                                        |
| オーク         | ブナ科     | 中でもホワイトオークがツリーハウスに適している。 |
| ヤシ           | ヤシ科     | やわらかい木質の木なので、高いところにツリーハウスを設置することはできず、ボルトを貫通させて支える建て方をしなくてはならない。                                                           |

#### 針葉樹
| 樹木の名称   | 科 目  | 特 徴 |
| ------------ | ------ | --- |
| モミ         | マツ科 | 成長すればかなりな大木となるので、健康なモミの成木であれば一本で十分ツリーハウスを支えられる。ただし、ツリーハウスを支える枝はかなり高い位置に生えるので、上り下りが大変。 |
| パイン（松） | マツ科 | 成長が早くやわらかい木質なので耐久性に欠け、一本の木でツリーハウスを支えるのは難しい。枝も頑丈ではないので、高いところには設置できない。                                   |
| スプルース   | マツ科 | やわらかい木質で根の張りが浅く、害虫にも弱いという性質がある。なるべく多くのホストツリーで支えることが推奨される。                                                         |

## 日本にあるツリーハウス
日本ツリーハウス協会の小林崇のプロデュースにより、東京都渋谷区神宮前（小林経営のバーHIDEAWAY）や三重県伊勢市にある県営の森林などにツリーハウスが建築されており、クリスマスイベントの一環としてラフォーレ原宿正面入り口の大イチョウの木にツリーハウスが展示されたこともある。
近年、観光の目玉としてツリーハウスが各地で作られるようになってきている。主に森林地帯に建てられることが多いが、東京ディズニーランド内にも、ディズニー映画「スイスファミリーロビンソン」（1960年公開）で登場する家を再現したスイスファミリー・ツリーハウスという展示物がある。
また、コロナ禍以降、アウトドアブームやグランピングブームだが、中でもツリーハウスで注目されているのが、彫刻家、ツリーハウスビルダーの木村勝一が作った、千葉県市原市にあるアニマルグランピングBAMBOO FOREST内の「キリン庵」（2020年製作）は有名である。（グッドデザイン賞、A' DESIGN AWARD受賞）。 木村は他にも茨城県坂東市のRVパーク「SUGAR BASE」に、木のない所にツリーハウス「G-HAUS」（2023年）、秋田県由利本荘市「木のおもちゃ館」内に「カマクラ☆ツリーハウス」、福岡県太宰府市「だざいふ遊園地」に屋内型のツリーハウス「森のハウス」など、東北や関東、九州に多くのツリーハウスを建築している。

### 法律
建築基準法では、建築物は「土地に定着する工作物」とありツリーハウスは該当せず、日本の法律上ではツリーハウスを制限する法律はない。しかし、住居とは認められないため住民票を登録できないなどの制限を受ける。

## 物語に登場するツリーハウス
- ゲゲゲの鬼太郎（水木しげる） - 主人公の住居「ゲゲゲハウス」は典型的なツリーハウスである。
- おぼっちゃまくん（小林よしのり） - 主人公の友人・貧保耐三（貧ぼっちゃま）の住居がツリーハウスである。
- 家族ロビンソン漂流記 ふしぎな島のフローネ （ヨハン・ダビット・ウィースの『スイスのロビンソン』が原作のアニメ）- 無人島でのサバイバル生活の際にツリーハウスを建設。原作では「タカの巣」と名付けられている。
- 無人惑星サヴァイヴ （NHKオリジナルアニメ）- 漂着した惑星でのサバイバル生活の際にツリーハウスを建設。
- マジック・ツリーハウス （メアリー・ポープ・オズボーン）- アメリカの児童文学。時空を超えられる魔法のツリーハウスからさまざまな冒険が始まる。
- スター・ウォーズ エピソード6/ジェダイの帰還 - 1983年のSF映画。登場するイウォーク族は、部族が居住する集落全体がツリーハウスである。
- 小説　海猫ツリーハウス（木村友祐　第33回すばる文学賞受賞）ー　東北の片田舎のツリーハウスを舞台に繰り広げられる青春群像。著者の兄（ツリーハウスビルダー・木村勝一）が実際に建てたツリーハウスがモデルになっている。

## 参考書籍
- ピーター・ネルソン（日本ツリーハウス協会監訳）『ツリーハウスをつくる』（二見書房）ISBN 457605127X
- ピーター・ネルソン（本郷恭子訳）『ツリーハウス―だれもが欲しかった木の上の家』（ワールドフォトプレス）ISBN 4846524256
- アラン・ロラン（日本ツリーハウス研究会、山瀬千晶訳）『ツリーハウスで夢を見る』（二見書房）ISBN 4576071122
- ポーラ・ヘンダーソン、アダム・モーネメント（日本ツリーハウス研究会、柳田亜細亜訳）『ツリーハウスで遊ぶ』（二見書房）ISBN 4576061127
- 小林崇『TREEDOM』（A-Works）ISBN 9784902256093
- 『小屋 ちいさな家の豊かな暮らし vol.09』（徳間書店）2023年９月発売
- 『Cal vol.54』（徳間書店）2023年9月発売
- 影山裕樹『大人が作る秘密基地』（ディスクユニオン）ISBN 978-4907583125
- 『じゃらん』（リクルート）関東東北版2022年７月
- 『BE-PAL』（小学館）「木のない所にツリーハウスってナンダ⁈」編 2024年3月号、2024年2月８日発売
- 『UKIPAL』（企業組合ユキパル）2024年３月号
- 『Camp Goods Magazine』（CLASSIX）2024年４月号